# اولتا بوکا
اولتا بوکا (به انگلیسی: Olta Boka) (زاده ۴ نوامبر ۱۹۹۱) خواننده آلبانیایی است.
او در مسابقه آواز یوروویژن ۲۰۰۸ نماینده آلبانی بود.